# Otello Toso
Otello Toso (Padova, 22 febbraio 1914 – Curtarolo, 15 marzo 1966) è stato un attore italiano.

## Biografia
Ventenne, decide di trasferirsi a Roma per intraprendere la carriera d'attore, dove ha l'opportunità di iscriversi al primo corso di recitazione del Centro sperimentale di cinematografia. Al suo fianco ci sono Clara Calamai, Andrea Checchi, Elli Parvo, Alida Valli e i due futuri registi Pietro Germi e Luigi Zampa. Lì conosce anche Pierina Paci che sposerà nel 1942.
Partecipa al colossal risorgimentale 1860, voluto dal suo maestro Alessandro Blasetti per interpretare un garibaldino veneto, con una paga di 50 lire al giorno. A partire dal 1939, anno in cui consegue il diploma, figura in una serie di film in cui viene utilizzato soprattutto come seduttore beffardo e sornione.

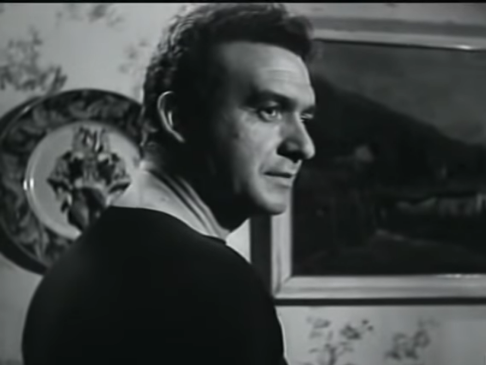
Otello Toso protagonista nel film Gli innocenti pagano (1951)

Lavora con i più importanti registi dell'epoca, Amleto Palermi, Mario Bonnard, Mario Camerini, Giacomo Gentilomo e ovviamente Blasetti. Tra le sue interpretazioni più significative in questi anni ci sono quelle in Ridi pagliaccio di Camillo Mastrocinque, Inviati speciali di Romolo Marcellini, Due lettere anonime di Mario Camerini.
Nel 1955, diretto dallo spagnolo Juan Antonio Bardem, recita al fianco di Lucia Bosè in Gli egoisti, da alcuni ritenuta la sua prova più intensa e rigorosa.
A teatro lavora con la compagnia Ricci-Magni in La morte civile di Paolo Giacometti e in Antonio e Cleopatra con la compagnia di Franco Enriquez.
Attore di solida impostazione tecnica, dotato di una presenza scenica non comune, con l'avvento della televisione Toso si dedica agli sceneggiati, lavorando con Anton Giulio Majano in Ricordo la mamma, Caleidoscopio, Adunanza di condominio e Una tragedia americana, con Fino per Il poverello (in cui interpreta Bernardone, il padre di Santa Chiara) e I polli di Enrico IV, con Gilberto Tofano in Viaggio a Bruxelles, François Villon e Cagliostro, con Edmo Fenoglio in I Giacobini e Le anime morte (da Gogol). Compare anche in Giallo club. Invito al poliziesco e Ritorna il tenente Sheridan del 1963 accanto a Ubaldo Lay.
Dotato di una voce intensa, svolge anche l'attività di doppiatore dando la voce, fra gli altri, a Robert Ryan in Stasera ho vinto anch'io.
La sua ultima apparizione è in L'arcas di Giacomo Colli, produzione televisiva trasmessa postuma: Otello Toso muore in un incidente automobilistico a  Curtarolo, nei pressi di Padova, il 15 marzo 1966.
La figlia Silvia Toso ha curato e condotto per anni programmi per Radio Rai, tra cui Hollywood Party su Rai Radio 3.

## Filmografia

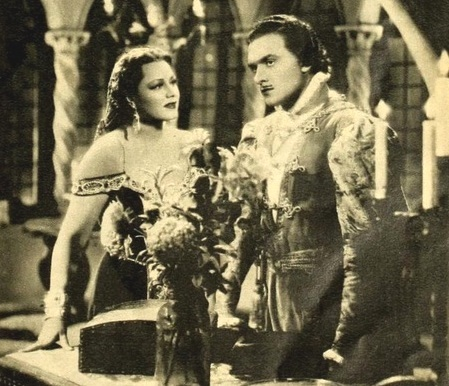
Otello Toso con Paola Barbara nel film Il ponte dei sospiri (1940)

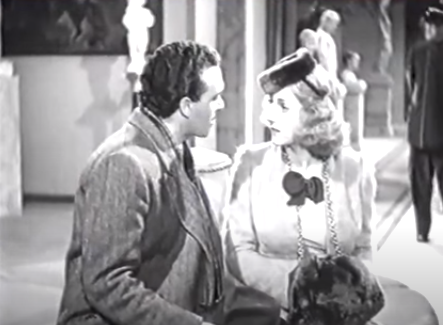
Otello Toso con Valentina Cortese in Soltanto un bacio (1942)

Otello Toso con Viveca Lindfors in Nebbie sul mare (1944)

- Il canale degli angeli, regia di Francesco Pasinetti (1934)
- 1860, regia di Alessandro Blasetti (1934)
- Ettore Fieramosca, regia di Alessandro Blasetti (1938)
- Giuseppe Verdi, regia di Carmine Gallone (1938)
- L'ultima nemica, regia di Umberto Barbaro (1938)
- Inventiamo l'amore, regia di Camillo Mastrocinque (1938)
- Crispino e la comare, regia di Vincenzo Sorelli (1938)
- Follie del secolo, regia di Amleto Palermi (1939)
- Io, suo padre, regia di Mario Bonnard (1939)
- Ultima giovinezza, regia di Jeff Musso (1939)
- Il ponte dei Sospiri, regia di Mario Bonnard (1940)
- La granduchessa si diverte, regia di Giacomo Gentilomo (1940)
- Ridi pagliaccio, regia di Camillo Mastrocinque (1941)
- I pirati della Malesia, regia di Enrico Guazzoni (1941)
- Le due orfanelle, regia di Carmine Gallone (1942)
- Tentazione, regia di Hans Hinrich e Aldo Frosi (1942)
- Le signorine della villa accanto, regia di Gian Paolo Rosmino (1942)
- Inferno giallo, regia di Géza von Radványi (1942)
- La donna del peccato, regia di Harry Hasso (1942)
- Soltanto un bacio, regia di Giorgio Simonelli (1942)
- Inviati speciali, regia di Romolo Marcellini (1943)
- Nebbie sul mare, regia di Hans Hinrich e Marcello Pagliero (1944)
- Vietato ai minorenni, regia di Mario Massa (1944)
- Non rubare, episodio de I dieci comandamenti, regia di Giorgio Walter Chili (1945)
- Due lettere anonime, regia di Mario Camerini (1946)
- La sua strada, regia di Mario Costa (1946)
- Vanità, regia di Giorgio Pàstina (1946)
- Malacarne, regia di Pino Mercanti (1946)
- Il corriere di ferro, regia di Franco Zavatta (1947)
- I cavalieri dalle maschere nere (I Beati Paoli), regia di Pino Mercanti (1948)
- Fuga nella tempesta, regia di Ignazio Ferronetti (1948)
- Il principe ribelle, regia di Pino Mercanti (1949)
- Capitan Demonio, regia di Carlo Borghesio (1949)
- Faddija - La legge della vendetta, regia di Roberto Bianchi Montero (1950)
- Alina, regia di Giorgio Pàstina (1950)
- Santo disonore, regia di Guido Brignone (1950)
- Cavalcata d'eroi, regia di Mario Costa (1950)
- La scogliera del peccato, regia di Roberto Bianchi Montero (1950)
- Carcerato, regia di Armando Grottini (1951)
- La vendetta di una pazza, regia di Pino Mercanti (1951)
- Gli innocenti pagano, regia di Luigi Capuano (1951)
- Fuoco nero, regia di Silvio Siano (1951)
- Verginità, regia di Leonardo De Mitri (1951)
- La colpa di una madre, regia di Carlo Duse (1952)
- La voce del sangue, regia di Pino Mercanti (1952)
- Rimorso, regia di Armando Grottini (1952)
- Er fattaccio, regia di Riccardo Moschino (1952)
- Una donna prega, regia di Anton Giulio Majano (1953)
- Desiderio 'e sole, regia di Giorgio Pàstina (1954)
- Piscatore 'e Pusilleco, regia di Giorgio Capitani (1954)
- Bertoldo, Bertoldini e Cacasenno, regia di Mario Amendola e Ruggero Maccari (1954)
- Lacrime d'amore,  regia di Pino Mercanti (1954)
- Lettera napoletana, regia di Giorgio Pàstina (1954)
- Gli egoisti, regia di Juan Antonio Bardem (1955)
- Il cavaliere dalla spada nera, regia di László Kish (1955)
- Amaramente, regia di Luigi Capuano (1956)
- La trovatella di Milano, regia di Giorgio Capitani (1956)
- Tormento d'amore, regia di Claudio Gora (1956)
- Il conte di Matera, regia di Luigi Capuano (1957)
- Onore e sangue, regia di Luigi Capuano (1957)
- Ricordo la mamma, regia di Anton Giulio Majano (1957)
- La peccatrice del deserto, regia di Steve Sekely e Gianni Vernuccio (1959)
- Il peccato degli anni verdi, regia di Leopoldo Trieste (1960)
- Pulcinella cetrulo d'Acerra, regia di Alberto Attanasio (1961)
- I pianeti contro di noi, regia di Romano Ferrara (1962)

## Sceneggiati televisivi Rai
- L'isola del tesoro di Robert Louis Stevenson, regia di Anton Giulio Majano, trasmessa nel 1959.
- I Giacobini, regia di Edmo Fenoglio, trasmessa nel marzo 1962.
- Una tragedia americana di Theodore Dreiser, regia di Anton Giulio Majano, sceneggiato in 7 puntate trasmesso dall'11 novembre al 23 dicembre 1962.
- Ritorna il tenente Sheridan, regia di Mario Landi, trasmessa nell'ottobre 1963.

## Prosa televisiva Rai
- Il gatto e le tigri, teledtamma di Dino De Palma, regia di Alberto Gagliardelli, trasmesso l'8 luglio 1958.
- Le troiane, di Euripide, regia di Claudio Fino, trasmessa il 6 giugno 1962
- Una lapide in via Mazzini, da un racconto di Giorgio Bassani, regia di Mario Landi, trasmesso il 10 ottobre 1962
- Bilancio di una vita, regia di Enrico Colosimo, trasmessa il 20 maggio 1963.
- La slitta d'oro di Leonid M. Leonov, regia di Silverio Blasi, trasmessa il 27 maggio 1963.
- La pelliccia di castoro, regia di Claudio Fino, trasmessa il 3 giugno 1966.

## Doppiaggio
- Humphrey Bogart in Strada sbarrata
- José Nieto in Pane, amore e Andalusia
- Luigi Tosi in Il cavaliere di Maison Rouge
- Pierre Cressoy in Una donna libera
- Massimo Serato in Il cavaliere del castello maledetto